# Cầu Barrandov
Cầu Barrandov (tiếng Séc: Barrandovský most) là một trong những cây cầu đường bộ ở thủ đô Praha, Cộng hòa Séc. Cây cầu này bắc qua sông Vltava, để nối liền hai quận là Braník (Praha 4) và Hlubočepy (Praha 5).

## Mô tả
Cầu Barrandov là một trong những tuyến giao thông quan trọng ở Praha. Theo thống kê năm 2017, hàng ngày có khoảng 142.000 lượt phương tiện qua lại cây cầu này. Ngoài ra, đây cũng là cây cầu lớn nhất ở thủ đô Praha. Cầu Barrandov có 8 làn xe, với tổng chiều là 352 mét và chiều rộng đạt từ 40 đến 55 mét. Ở các đầu cầu có những tác phẩm điêu khắc bằng bê tông khổng lồ của nhà điêu khắc Josef Klimeš.

## Lịch sử
Cầu Barrandov được xây dựng vào giai đoạn 1978 - 1988, với tên gọi ban đầu là Cầu Antonín Zápotocký (đặt theo tên chính trị gia Tiệp Khắc Antonín Zápotocký). Tác giả thiết kế công trình này là các kỹ sư Jiří Hejnice, Pavel Tripal và kiến trúc sư Karel Filsak. Phần phía Nam của cầu đã đi vào sử dụng từ năm 1983. Từ năm 1990, cầu chính thức có tên mới là Cầu Barrandov (Barrandov là tên một quận ở Praha). Phần phía Bắc của cầu được hoàn thành và phục vụ giao thông từ năm 1988.